# Favites bennettae
Espèce
Favites bennettae est une espèce de coraux appartenant à la famille des Faviidae. Selon WoRMS cette espèce n'est pas valide et correspond à Oulophyllia bennettae.